# انریکو کاردوسو نازاره
انریکو کاردوسو نازاره هافبک اهل برزیل است که در شهر Belo Horizonte و در تاریخ ۴ مهٔ ۱۹۸۴ به دنیا آمده‌است.
انریکو کاردوسو نازاره در تیم‌های فوتبال اتلتیکو مینیرو سابقهٔ حضور دارد.